# Kontroversität
Kontroversität (oder Kontroversprinzip) bezeichnet ein Prinzip der politischen Didaktik, nach dem alles, was in Wissenschaft und Politik kontrovers ist, auch im Unterricht kontrovers erscheinen muss. Gegensätze sollen nicht ignoriert oder verschwiegen, aber auch nicht radikalisiert oder verharmlost werden. Ziel müsse es daher sein, einen multiperspektivischen Unterricht zu gestalten.
Einigkeit besteht allerdings darin, dass die Grundlagen einer freiheitlichen demokratischen Grundordnung zu den nicht-kontroversen Dingen gehören, da hierüber ein Wertekonsens besteht. So dürfen beispielsweise rechtsradikale Äußerungen nicht toleriert werden.
Zusammen mit dem Überwältigungs- bzw. Indoktrinationsverbot und dem Ziel, dass Schüler eigenständig in der Lage sein sollen, politische Sachverhalte zu analysieren und sich ein Urteil zu bilden, ist Kontroversität ein Bestandteil des Beutelsbacher Konsenses, der 1976 formuliert wurde.

## Rolle des Lehrers
Je nachdem wie sich die Klasse zusammensetzt, kommen dem Lehrer unterschiedliche Aufgaben zu. Handelt es sich um eine argumentationshomogene Klasse, so muss der Lehrer den Schülern auch andere Sichtweisen aufzeigen und durch provokante Äußerungen dazu bewegen, gewisse Dinge auch aus einer anderen Perspektive zu betrachten. In einer argumentationsheterogenen Lerngruppe ist dies nicht mehr notwendig, so dass der Lehrer als Moderator fungiert.
Problematisch ist der Umgang mit einer apathisch-indifferenten Lerngruppe. Hier muss es dem Lehrer gelingen, die Schüler zur Mitarbeit zu motivieren und eventuell durch Provokation dazu zu bringen, sich eine Meinung zu bilden.

## Einbettung in den Unterricht
Umgesetzt werden kann das Kontroversprinzip im Unterricht mittels verschiedener Methoden, wie der Nachbildung öffentlicher Gesprächsformen, der Pro-Contra-Debatte, einer Talkshow oder mittels sonstiger Planspiele und Streitgespräche. Dem entgegen ist es den Zielen der Kontroversität abträglich, Einwände in der Lerngruppe zu überhören, diese ironisch abzuwimmeln oder abweichende Positionen zu überreden: Von Wichtigkeit ist es, die jeweils andere Meinung gerade in ihrer Nicht-Übereinstimmung als dennoch gleichberechtigt anzuerkennen.